# 가메야마촌 (시가현)
가메야마촌(亀山村)은 시가현 이누카미군에 설치되었던 촌이다.